# Carlos Recinos
Carlos Humberto Recinos Ortíz (né le 30 juin 1950 à San Salvador au Salvador) est un joueur de football international salvadorien, qui évoluait au poste de défenseur, avant de devenir ensuite entraîneur.

## Biographie

### Carrière de joueur

#### Carrière en sélection
Avec l'équipe du Salvador, il joue 19 matchs (pour aucun but inscrit) dans les compétitions organisées par la FIFA. 
Il figure dans le groupe des sélectionnés lors de la Coupe du monde de 1982. Lors du mondial organisé en Espagne, il joue trois matchs : contre la Hongrie, la Belgique et l'Argentine.

## Palmarès

### Palmarès de joueur
| CD FAS - Championnat du Salvador (4) : - Champion : 1977, 1978, 1981 et 1984. - Vice-champion : 1968, 1969, 1970 et 1983. - Coupe des champions (1) : - Vainqueur : 1979. - Copa Interamericana : - Finaliste : 1979. |  | Alianza - Championnat du Salvador : - Vice-champion : 1985. |

### Palmarès d'entraîneur
CD FAS
- Championnat du Salvador :
  - Vice-champion : 2013 (Clôture) et 2013 (Ouverture).